# Tim Taylor
Timothy "Tim" Taylor, född 6 februari 1969, är en kanadensisk före detta professionell ishockeyspelare som tillbringade 14 säsonger i den nordamerikanska ishockeyligan National Hockey League (NHL), där han spelade för ishockeyorganisationerna Detroit Red Wings, Boston Bruins, New York Rangers och Tampa Bay Lightning. Han producerade 167 poäng (73 mål och 94 assists) samt drog på sig 433 utvisningsminuter på 746 grundspelsmatcher. Taylor spelade också på lägre nivåer för Baltimore Skipjacks, Hamilton Canucks och Adirondack Red Wings i American Hockey League (AHL) och London Knights i Ontario Hockey League (OHL).
Han draftades i andra rundan i 1988 års draft av Washington Capitals som 36:e spelaren totalt.
Taylor vann Stanley Cup med både Detroit Red Wings för säsongen 1996-1997 och Tampa Bay Lightning för säsongen 2003-2004.
Den 22 juni 2011 blev han anställd som chef för spelarutveckling (Director of Player Development) hos St. Louis Blues.
Taylor vann Stanley Cup som en del av St. Louis Blues organisation säsongen 2018–19.

## Privatliv
Tim Taylor är äldre bror till den före detta ishockeyspelaren Chris Taylor, som spelade 149 NHL-matcher för New York Islanders, Boston Bruins och Buffalo Sabres.

## Statistik
| Källa: Utv = Utvisningsminuter | Källa: Utv = Utvisningsminuter    | Källa: Utv = Utvisningsminuter |                                                      | Grundserie                                           | Grundserie                                           | Grundserie                                           | Grundserie                                           | Grundserie                                           |                                                      | Slutspel                                             | Slutspel                                             | Slutspel                                             | Slutspel                                             | Slutspel |
| Säsong                         | Lag                               | Liga                           | Matcher                                              | Mål                                                  | Assist                                               | Poäng                                                | Utv                                                  | Matcher                                              | Mål                                                  | Assist                                               | Poäng                                                | Utv                                                  |                                                      |          |
| ------------------------------ | --------------------------------- | ------------------------------ | ---------------------------------------------------- | ---------------------------------------------------- | ---------------------------------------------------- | ---------------------------------------------------- | ---------------------------------------------------- | ---------------------------------------------------- | ---------------------------------------------------- | ---------------------------------------------------- | ---------------------------------------------------- | ---------------------------------------------------- | ---------------------------------------------------- | -------- |
| 1985–1986                      | Stratford Warriors Major Midget A |                                | 52                                                   | 44                                                   | 39                                                   | 83                                                   | 46                                                   | —                                                    | —                                                    | —                                                    | —                                                    | —                                                    |                                                      |          |
|                                | Stratford Cullitons               | MWJHL                          | 1                                                    | 0                                                    | 0                                                    | 0                                                    | 0                                                    | —                                                    | —                                                    | —                                                    | —                                                    | —                                                    |                                                      |          |
| 1986–1987                      | Stratford Cullitons               | MWJHL                          | 31                                                   | 25                                                   | 26                                                   | 51                                                   | 51                                                   | —                                                    | —                                                    | —                                                    | —                                                    | —                                                    |                                                      |          |
|                                | London Knights                    | OHL                            | 34                                                   | 7                                                    | 9                                                    | 16                                                   | 11                                                   | —                                                    | —                                                    | —                                                    | —                                                    | —                                                    |                                                      |          |
| 1987–1988                      | London Knights                    | OHL                            | 64                                                   | 46                                                   | 50                                                   | 96                                                   | 66                                                   | 12                                                   | 9                                                    | 9                                                    | 18                                                   | 26                                                   |                                                      |          |
| 1988–1989                      | London Knights                    | OHL                            | 61                                                   | 34                                                   | 80                                                   | 114                                                  | 93                                                   | 21                                                   | 21                                                   | 25                                                   | 46                                                   | 58                                                   |                                                      |          |
| 1989–1990                      | Baltimore Skipjacks               | AHL                            | 74                                                   | 22                                                   | 21                                                   | 43                                                   | 63                                                   | 9                                                    | 2                                                    | 2                                                    | 4                                                    | 13                                                   |                                                      |          |
| 1990–1991                      | Baltimore Skipjacks               | AHL                            | 79                                                   | 25                                                   | 42                                                   | 67                                                   | 75                                                   | 5                                                    | 0                                                    | 1                                                    | 1                                                    | 4                                                    |                                                      |          |
| 1991–1992                      | Baltimore Skipjacks               | AHL                            | 65                                                   | 9                                                    | 18                                                   | 27                                                   | 131                                                  | —                                                    | —                                                    | —                                                    | —                                                    | —                                                    |                                                      |          |
| 1992–1993                      | Baltimore Skipjacks               | AHL                            | 41                                                   | 15                                                   | 16                                                   | 31                                                   | 49                                                   | —                                                    | —                                                    | —                                                    | —                                                    | —                                                    |                                                      |          |
|                                | Hamilton Canucks                  | AHL                            | 36                                                   | 15                                                   | 22                                                   | 37                                                   | 37                                                   | —                                                    | —                                                    | —                                                    | —                                                    | —                                                    |                                                      |          |
| 1993–1994                      | Detroit Red Wings                 | NHL                            | 1                                                    | 1                                                    | 0                                                    | 1                                                    | 0                                                    | —                                                    | —                                                    | —                                                    | —                                                    | —                                                    |                                                      |          |
|                                | Adirondack Red Wings              | AHL                            | 79                                                   | 36                                                   | 81                                                   | 117                                                  | 86                                                   | 12                                                   | 2                                                    | 10                                                   | 12                                                   | 12                                                   |                                                      |          |
| 1994–1995                      | Detroit Red Wings                 | NHL                            | 22                                                   | 0                                                    | 4                                                    | 4                                                    | 16                                                   | 6                                                    | 0                                                    | 1                                                    | 1                                                    | 12                                                   |                                                      |          |
| 1995–1996                      | Detroit Red Wings                 | NHL                            | 72                                                   | 11                                                   | 14                                                   | 25                                                   | 39                                                   | 18                                                   | 0                                                    | 4                                                    | 4                                                    | 4                                                    |                                                      |          |
| 1996–1997                      | Detroit Red Wings                 | NHL                            | 44                                                   | 3                                                    | 4                                                    | 7                                                    | 52                                                   | 2                                                    | 0                                                    | 0                                                    | 0                                                    | 0                                                    |                                                      |          |
| 1997–1998                      | Boston Bruins                     | NHL                            | 79                                                   | 20                                                   | 11                                                   | 31                                                   | 57                                                   | 6                                                    | 0                                                    | 0                                                    | 0                                                    | 10                                                   |                                                      |          |
| 1998–1999                      | Boston Bruins                     | NHL                            | 49                                                   | 4                                                    | 7                                                    | 11                                                   | 55                                                   | 12                                                   | 0                                                    | 3                                                    | 3                                                    | 8                                                    |                                                      |          |
| 1999–2000                      | New York Rangers                  | NHL                            | 76                                                   | 9                                                    | 11                                                   | 20                                                   | 72                                                   | —                                                    | —                                                    | —                                                    | —                                                    | —                                                    |                                                      |          |
| 2000–2001                      | New York Rangers                  | NHL                            | 38                                                   | 2                                                    | 5                                                    | 7                                                    | 16                                                   | —                                                    | —                                                    | —                                                    | —                                                    | —                                                    |                                                      |          |
| 2001–2002                      | Tampa Bay Lightning               | NHL                            | 48                                                   | 4                                                    | 4                                                    | 8                                                    | 25                                                   | —                                                    | —                                                    | —                                                    | —                                                    | —                                                    |                                                      |          |
| 2002–2003                      | Tampa Bay Lightning               | NHL                            | 82                                                   | 4                                                    | 8                                                    | 12                                                   | 38                                                   | 11                                                   | 0                                                    | 1                                                    | 1                                                    | 6                                                    |                                                      |          |
| 2003–2004                      | Tampa Bay Lightning               | NHL                            | 82                                                   | 7                                                    | 15                                                   | 22                                                   | 25                                                   | 23                                                   | 2                                                    | 3                                                    | 5                                                    | 31                                                   |                                                      |          |
| 2004–2005                      | Tampa Bay Lightning               | NHL                            | Spelade ej på grund av lockout mellan NHL och NHLPA. | Spelade ej på grund av lockout mellan NHL och NHLPA. | Spelade ej på grund av lockout mellan NHL och NHLPA. | Spelade ej på grund av lockout mellan NHL och NHLPA. | Spelade ej på grund av lockout mellan NHL och NHLPA. | Spelade ej på grund av lockout mellan NHL och NHLPA. | Spelade ej på grund av lockout mellan NHL och NHLPA. | Spelade ej på grund av lockout mellan NHL och NHLPA. | Spelade ej på grund av lockout mellan NHL och NHLPA. | Spelade ej på grund av lockout mellan NHL och NHLPA. | Spelade ej på grund av lockout mellan NHL och NHLPA. |          |
| 2005–2006                      | Tampa Bay Lightning               | NHL                            | 82                                                   | 7                                                    | 6                                                    | 13                                                   | 22                                                   | 5                                                    | 0                                                    | 0                                                    | 0                                                    | 2                                                    |                                                      |          |
| 2006–2007                      | Tampa Bay Lightning               | NHL                            | 71                                                   | 1                                                    | 5                                                    | 6                                                    | 16                                                   | 6                                                    | 0                                                    | 0                                                    | 0                                                    | 0                                                    |                                                      |          |
| 2007–2008                      | Tampa Bay Lightning               | NHL                            | Spelade ej på grund av operation av höftben.         | Spelade ej på grund av operation av höftben.         | Spelade ej på grund av operation av höftben.         | Spelade ej på grund av operation av höftben.         | Spelade ej på grund av operation av höftben.         | Spelade ej på grund av operation av höftben.         | Spelade ej på grund av operation av höftben.         | Spelade ej på grund av operation av höftben.         | Spelade ej på grund av operation av höftben.         | Spelade ej på grund av operation av höftben.         | Spelade ej på grund av operation av höftben.         |          |
| NHL totalt                     | NHL totalt                        | NHL totalt                     | 746                                                  | 73                                                   | 94                                                   | 167                                                  | 433                                                  | 89                                                   | 2                                                    | 12                                                   | 14                                                   | 73                                                   |                                                      |          |
| AHL totalt                     | AHL totalt                        | AHL totalt                     | 374                                                  | 122                                                  | 200                                                  | 322                                                  | 441                                                  | 26                                                   | 4                                                    | 13                                                   | 17                                                   | 29                                                   |                                                      |          |
| OHL totalt                     | OHL totalt                        | OHL totalt                     | 159                                                  | 87                                                   | 139                                                  | 226                                                  | 170                                                  | 33                                                   | 30                                                   | 34                                                   | 64                                                   | 84                                                   |                                                      |          |